# باشگاه فوتبال کروتونه
باشگاه فوتبال کروتونه یک باشگاه ایتالیایی در شهر کروتون واقع در کالابریا می‌باشد که در سال ۱۹۱۰ تأسیس شد.
کروتونه در فصل ۱۶–۲۰۱۵ نایب قهرمان سری بی شد و به سری آ صعود کرد.